# 韩汝珊
韩汝珊（1936年9月1日—2018年7月15日），男，北京人。中国理论物理学家。北京大学物理系教授，中国高等科学技术中心顾问委员会委员。

## 生平
1936年9月出生于河北省保定市。1959年毕业于北京大学物理系理论物理专门化。毕业后留校任教。讲授普通物理、量子力学、低温物理、计算物理、群论、固态物理前沿、高温超导物理课程。
2018年7月15日因病医治无效在北京大学第三医院逝世，享年82岁。

## 出版物
主编有《超导百年》，编著有《一个新的足球烯家族》等。

## 亲属
- 弟：韩汝琦
- 姨父：吴大猷[2]